# ドラゴンボールZ 地球まるごと超決戦
『ドラゴンボールZ 地球まるごと超決戦』（ドラゴンボールゼット ちきゅうまるごとちょうけっせん）は、1990年7月7日に公開された『ドラゴンボール』シリーズの劇場公開作第6弾である。監督は西尾大介。
キャッチコピーは「行くぞ!Z戦士――――――オラたちの元気 見せてやる!!」「来い、サイヤ人!!地球はオラたちの元気でまもってみせる!!」。
夏休みの東映アニメフェア「鳥山明THE WORLD」の1作品として上映された。同時上映作は『Pink みずドロボウあめドロボウ』、『剣之介さま』。

## 解説
『DRAGON BALL大全集』には「悟空の道着の、胸と背の悟マークから考えて、悟空がナメック星に到着した頃の話と思われる。だがターレス戦の舞台は地球という、劇場版ならではの矛盾もある」と書かれている。ただし、サイヤ人戦で死亡したZ戦士全員が生きていることや、孫悟飯の髪型が違っている点など、原作とは細かい差異がある。
オープニングが、全作品で唯一レギュラーアニメと異なる演出で構成されている。また、本作では初めて神龍がちょっとしたギャグテイストで描かれ、元気玉が1度の戦いで2度使用されるなど、他の作品と異なる描写が多い。
サブタイトルは人気テレビ番組をもじったもの。神精樹の設定は朝鮮人参がモチーフとなっている。プロデューサーの森下孝三がお土産にもらったものであり、朝鮮人参は畑の養分を吸いつくして大きくなるという話から考えられた。神精樹のデザインは原作者の鳥山明が担当。鳥山がキャラクター以外のデザインをするのは珍しいケースである。
本作のキャッチコピーは「悟空が二人!?」となっており、悟空と同じ顔のキャラクターが初めて登場した作品である。顔が同じということから、ターレス役も悟空役の野沢雅子が兼任し、息子の悟飯も含めて1人3役を演じた。脚本を手掛けた小山高生は、故意に野沢を困らせてやろうと悟空、悟飯、ターレスの会話の部分を増やしたが、野沢は全く困ることなく演じたため、驚いたと語る。共演者からも「凄かった」「見どころ」と評され、野沢も「役者として最高に幸せです」と述べている。
鳥山明が考えていた原作では描かれていない裏設定では「サイヤ人は顔の種類が少ない」というものがあり、それを聞いたアニメスタッフが「悟空と同じ顔の敵は面白い」と考え、本作のターレスや後にテレビスペシャルで登場するバーダックが作られた。本作では「階級ごとに別々の育てられ方をするため、同じ階級の者は同じ顔になる」という設定が登場している。
本作の公開後に荘真由美が降板したため、荘が演じるチチが登場する映画は本作が最後となった。以降はプーアル役で出演していた渡辺菜生子に引き継がれている。

## あらすじ
宇宙を荒しまわるならず者として恐れられるターレス軍団は、星の滋養を吸って成長する「神精樹」の種を地球に植え付けた。神精樹の実を食べることで絶大な力を手にし、やがて宇宙のすべてを支配するのがターレスの目的なのだ。
神精樹の成長に伴い、地球には次々と天変地異が起こる。北の界王から地球が衰退していくことを知らされた悟空たちZ戦士は、神精樹を破壊して地球を救うため、ターレスに戦いを挑む。

## 登場人物

### レギュラーキャラクター
- 孫悟空、孫悟飯 - 野沢雅子
- クリリン - 田中真弓
- ヤムチャ - 古谷徹
- 天津飯 - 鈴置洋孝
- 餃子 - 江森浩子
- ピッコロ - 古川登志夫
- 亀仙人 - 宮内幸平
- ブルマ - 鶴ひろみ
- チチ - 荘真由美
- ウーロン、バブルス - 龍田直樹[8]
- プーアル - 渡辺菜生子
- 北の界王 - 八奈見乗児
- 神龍 - 内海賢二[8]

### ゲストキャラクター
ハイヤードラゴン
声 - 龍田直樹
ターレス軍団が偵察メカを地球に送り込んだ際、燃えた森から悟飯に助けられ、懐いてきた小型のドラゴン。後の劇場版やアニメ本編にも登場する。
名前の由来はタクシーより輸送が上手なハイヤーから。
ターレス
声 - 野沢雅子
サイヤ人の生き残りの一人で、悟空と同じ下級戦士。宇宙征服の野望を抱いて旅を続けている。
肌が色黒である以外は悟空と瓜二つの容姿をしているが、作中で自ら「使い捨ての下級戦士はタイプが少なく、自分と悟空の顔つきが似ているのも無理はない」という趣旨の発言をしており、血縁関係があるわけではない。冷静沈着で、やや物静かではあるが、自分と遭遇した悟飯を絞め殺そうとしたり、大猿に変身させて悟空を攻撃するなど、性格は悟空と正反対で邪悪で冷酷そのもの。
一方で、悟空や悟飯に対して仲間にならないかと誘いをかけたり、「俺たちは生き残ったわずかな仲間」と発言するなど、同じサイヤ人に対して同族意識や仲間意識を僅かだが持ち合わせている。しかし、神精樹の実ばかり頼ったことを棚に上げ、悟空と悟飯を最下級戦士と見下すなど、あくまで手下として使えるからで仲間としての情は全くなく、それらのことから悟空から「赤ん坊の時に頭を打ってお前のようにならなくて良かった」と否定された。サイヤ人の中でも限られた者だけが作り出せるパワーボールも使用できるが、悟飯を大猿に変身させた直後に「自分まで大猿になってしまう」と自らパワーボールを破壊したことから、ターレス自身は大猿になった後は凶暴化を抑制して自我を保つことができないようである（実際、後述の『ドラゴンボールZ Sparking! NEO』および『ドラゴンボールZ Sparking! METEOR』でも大猿化すると自我を失い、言語も話せなくなる）。
神精樹の実を食べ続けてきたために戦闘力は高く、ピッコロの攻撃を軽くいなし、フルパワーでないとはいえ至近距離からの魔貫光殺砲を片手で受け止めたり、時間稼ぎのために立ち向かったピッコロやクリリンらZ戦士全員の一斉攻撃も返り討ちにした。その後、神精樹の実を食べて更なるパワーアップを遂げ、10倍界王拳を発動した悟空を圧倒。元気玉をも打ち破るが、最後は悟空が神精樹の元気から作り出した「スーパー元気玉」の直撃を受けて神精樹もろとも消滅した。
ターレス軍団もフリーザ一味の配下に属してはいるが、いつかはフリーザをも倒して宇宙を征服しようと狙っており、心から忠誠を誓っているわけではない。偵察メカにより地球の豊かな土壌を知り、アモンド、ダイーズ、カカオ、レズン、ラカセイの計5人の配下を従えて地球に降り立ち、星の滋養を吸い尽くして滅ぼす神精樹の種を蒔き成長させた。
ファミリーコンピュータゲームおよびそれを原作としたOVA作品『ドラゴンボールZ外伝 サイヤ人絶滅計画』にて「サイヤ人に殺されたサイヤ人」として登場。フリーザやクウラ、スラッグと手を組み、超サイヤ人に変身した悟飯と再対決している。
ゲーム作品では　『ドラゴンボールZ Sparking! NEO』、『ドラゴンボールZ Sparking! METEOR』、『ドラゴンボール レイジングブラスト2』、『ドラゴンボール ゼノバース2』でも登場。また『Sparking!』シリーズでは大猿形態も登場する。ベジータと闘わせると「お坊ちゃん育ち」と皮肉り、ヤムチャと闘わせると「ローンの借りは返すぜ」と言われる（実際にヤムチャの新車を壊した直接の原因は部下のアモンドだが、ゲームには登場しないため）。
『ドラゴンボールヒーローズ』の暗黒帝国編では暗黒ドラゴンボールの四星球を与えられ、再び神精樹を植え付ける。さらに四星球が埋め込まれた胸部を中心に渦模様のような赤い痣が顔にまで広がり、眼が赤く光る暴走形態に変化した。なお、タイムパトローラーの悟空は顔見知りらしい。
『ドラゴンボールヒーローズ アルティメットミッションX』ではバーダック一味を唆して神精樹の実でサイヤ人が支配する世界を作ろうと企むも、その行為を見たトーマから「サイヤ人としての誇りがない」と言われた。『ドラゴンボール ゼノバース2』では悟空に倒された後、トワたちによって復活し、スラッグと共に新米タイムパトローラーや悟空の邪魔をする一方、スラッグたちを出し抜いて永遠の命を手に入れようとする。またスラッグのことは前々から知っていた様子。
ナメック星編の時期に行われた鳥山明の漫画全般を対象にしたキャラクター人気投票では第26位にランク入りしている。
名前の由来はレタスから。小山によると年齢は36 - 37歳で、女剣劇の浅香光代をイメージしており、野沢に女剣劇の座長の雰囲気で演じてほしいと注文を出していた。
宇宙壊し屋（うちゅうクラッシャー）ターレス軍団
ターレス配下の5人。彼らはいずれもサイヤ人ではなく、全て他種族の宇宙人やサイボーグなどで構成されている。一致団結して悟空と戦うが、一気に力を爆発させた悟空の一撃によって次々に倒された。名前は豆などの種実類に由来する。
各キャラクターの設定は、本作の映画パンフレット『東映アニメフェア'90夏「鳥山明 THE WORLD」』に記載されたもの。
アモンド
声 - 銀河万丈
ターレス軍団一の巨漢。長髪を後ろで束ねている。「〜でっせい」が口癖。情報分析力にも長けている。
凶悪な犯罪者であったため、宇宙警察機構に掴まりナッツ星に収容されていたが、ターレスが同星を侵略した時に脱獄し仲間となる。体を高速回転させて、気円斬を跳ね返すなどしてクリリンを追い詰めた。神精樹を植える穴を掘るための爆発波を撃ち、この時に近辺にいたヤムチャが15年ローンで購入した新車を破壊している。最期は悟空の膝蹴りを腹部に受けて倒された。
『ドラゴンボールヒーローズ アルティメットミッション』ではクリリンに勝負を挑むが倒された。
名前の由来はアーモンドから。
ダイーズ
声 - 真地勇志
イヤリングやネックレスを身に着けたキザな男。もとはカボーチャ星プキンパ王朝の王子で、同星がターレスの攻撃を受けた際に防衛軍を率い抵抗。その勇敢さを見込まれターレス軍団に加わる。カカオとの連携攻撃が得意。最期は悟空のパンチを顔面に受けて倒された。
『ドラゴンボールヒーローズ アルティメットミッション』ではカカオとタッグを組むが、悟空とヤムチャのコンビに倒された。
名前の由来は大豆から。
カカオ
声 - 里内信夫
イコンダ星で星間戦争が起こった際に造られた、「ンダ」としか喋らない戦闘サイボーグ。宇宙の賞金稼ぎだったが、自らターレスの手下になった。強固な外装で武装しており、身体各所のバーニアを利用してロケット噴射による高速移動が可能。繰気弾を駆使して戦うヤムチャを圧倒的なスピードで苦戦させた。最期は悟空の蹴り一発で倒された。
劇場版第15作『ドラゴンボールZ 復活のフュージョン!!悟空とベジータ』ではあの世から復活している。
『ドラゴンボールヒーローズ アルティメットミッション』ではダイーズとタッグを組むが、悟空とヤムチャのコンビに倒された。
名前の由来はカカオから。
レズン&ラカセイ
声 - 内海賢二、佐藤正治
小柄な双子の兄弟戦士。未知の技術を持っていると言われているビーンズ人であり、辺境の惑星で化石の状態で発見された際、神精樹の実のエキスを与えられて復活した。ターレスの乗る宇宙船も彼らの手で造られたもの。普段はレズン一人で行動しているが、戦闘時になるとラカセイと分離して闘う。素早い動きと息の合った連携で、天津飯と餃子を苦戦させた。ラカセイは悟飯とも交戦し、「自分の相手はガキばかりか」とぼやく。最期はそれぞれ悟空のパンチと蹴りを顔面に食らって倒された。
『ドラゴンボールヒーローズ』のカード裏によればレズンが兄、ラカセイが弟であることが明かされている。
『ドラゴンボールヒーローズ アルティメットミッション』でも2人で攻撃をするが、天津飯と餃子のコンビに倒された。
名前の由来はレンズマメ、落花生から。

## スタッフ
- 製作総指揮 - 今田智憲、小島民雄
- 原作 - 鳥山明
- 企画 - 森下孝三、清水賢治、週刊少年ジャンプ
- 製作担当 - 岸本松司、堀川和政
- 脚本 - 小山高生
- 音楽 - 菊池俊輔
- 撮影監督 - 池上元秋
- 編集 - 福光伸一
- 録音 - 二宮健治
- 美術監督 - 池田祐二
- 作画監督 - 前田実
- 監督 - 西尾大介
- 絵コンテ - 西尾大介、山内重保、上田芳裕、橋本光夫、折目達也
- 作画監督補佐 - 中鶴勝祥、佐藤正樹
- 原画 - 須田正己、青嶋克己、山室直儀、江口寿志、佐藤正樹、直井正博 他
- 美術 - 高田茂祝、長崎斉
- 宣伝協力 - フジテレビ

## 主題歌
オープニングテーマ - 「CHA-LA HEAD-CHA-LA」
作詞 - 森雪之丞 / 作曲 - 清岡千穂 / 編曲 - 山本健司 / 歌 - 影山ヒロノブ
エンディングテーマ - 「まるごと」
作詞 - 佐藤大 / 作曲 - 清岡千穂 / 編曲 - 山本健司 / 歌 - 影山ヒロノブ、Ammy

## 映像ソフト
いずれも東映ビデオより発売。
- VHS・LD
1991年2月8日に発売。
- DVD
  - DRAGON BALL 劇場版 DVDBOX DRAGON BOX THE MOVIES
2006年4月14日発売。
  - DRAGON BALL THE MOVIES #03 ドラゴンボールZ 地球まるごと超決戦
2008年9月12日発売。
- Blu-ray
  - DRAGON BALL THE MOVIES Blu‐ray ♯02
2018年11月2日発売。

## 関連書籍
- 鳥山明THE WORLDアニメスペシャル - 集英社、1990年10月10日、雑誌29939-10/10
- ジャンプ・アニメコミックス ドラゴンボールZ 地球まるごと超決戦 - 集英社、1994年5月24日、ISBN 4-8342-1192-4